# Ferran Torres
Ferran Torres García (Foios, 29 de fevereiro de 2000) é um futebolista espanhol que atua como ponta-esquerda e centroavante. Atualmente joga pelo Barcelona.

## Carreira

### Valencia
Ferran Torres começou a carreira no Valencia.
No dia 30 de novembro de 2017, em Mestalla, realizou sua estreia pelo clube no jogo de volta das oitavas de final da Copa do Rei, contra o Zaragoza. No dia 15 de janeiro de 2019, ele marcou seu primeiro gol na vitória contra o Sporting de Gijón por 3 a 0, jogo válido pelas  oitavas de final da Copa do Rei.
Na temporada 2019–20, firmou-se no time titular e terminou a temporada com 44 partidas, marcando seis gols e dando oito assistências, além de quebrar diversos recordes de precocidade do clube.
Ferran deixou o Valencia como o jogador mais jovem a fazer 50 aparições pelo clube, alcançando esse marco histórico em 23 Novembro de 2019, na derrota por 2 a 1 contra o Betis aos 19 anos e 324 dias. Campeão da Copa do Rei e no total, ele fez 97 jogos pelo Valencia, marcando nove gols e dando 12 assistências.

### Manchester City
Em 4 de agosoto de 2020, o Manchester City anunciou contratação de Ferran Torres, ele assinou o contrato por cinco temporadas. Os valores da negociação giraram em torno de 23 milhões de euros ( R$ 143 milhões), na cotação monetária atual. A transação pode chegar até 42 milhões de euros (R$ 262 milhões), por metas atingidas. Ele herdou a camisa 21 que pertenceu ao ídolo David Silva.
| “ | Estou muito feliz de assinar pelo City. Todo jogador quer jogar em clubes ofensivos e o City é um dos mais ofensivos do futebol munndial. Pep encoraja um tipo de jogo aberto, agressivo, que amo e ele tem provas de que melhora seus jogadores. É um sonho ter meu desenvolvimento supervisionado por ele. | ” |

Torres fez sua estreia no primeiro jogo do City na temporada, entrando como reserva na vitória fora de casa por 3 a 1 contra o Wolverhampton na Premier League. No dia 30 de setembro de 2020, ele marcou seu primeiro gol, com a camisa do Citizens, na partida da Copa da Liga Inglesa vencida por 3 a 0 fora de casa contra o Burnley.
Em 14 de maio de 2021, na ousada partida vencida por 4 a 3 fora de casa contra o Newcastle, ele marcou seu primeiro hat-trick na carreira.
Torres encerrou sua passagem pelo City com 16 gols marcados em 43 partidas.

### Barcelona
Em 28 de dezembro de 2021, o Barcelona anunciou a contratação de Ferrán Torres. A trasação girou em torno de 55 milhões de euros (cerca de R$ 351 milhões). Ele assinou contrato de cinco anos, com multa rescisória no valor de 1 bilhão de euros (R$ 6,3 bilhões). Ele estreou-se no dia 12 de janeiro, na semifinal da Supercopa da Espanha contra o Real Madrid. Em 20 de janeiro de 2022, Torres marcou seu primeiro gol pelo Barcelona na derrota por 3 a 2 contra o Athletic Bilbao no final da prorrogação nas oitavas de final da Copa do Rei.
Em 21 de janeiro de 2024, Ferran comemorou o 100º jogo como blaugrana contra o Betis com um hat-trick. Em jogo que o Barça venceu por 4 a 0, pela La Liga

## Títulos
Valencia
- Copa do Rei: 2018–19

Manchester City
- Copa da Liga Inglesa: 2020–21
- Campeonato Inglês: 2020–21

Barcelona
- Campeonato Espanhol: 2022–23, 2024–25[17]
- Supercopa da Espanha: 2022–23, 2024–25
- Copa del Rey: 2024–25[18]

Espanha
- Campeonato Europeu Sub-17: 2017
- Campeonato Europeu Sub-19: 2019
- Campeonato Europeu: 2024

### Prêmios individuais
- Equipe do torneio do Campeonato Europeu Sub-19 de 2019[19]

### Artilharias
- Liga das Nações da UEFA A de 2020–21 (6 gols)
- Copa del Rey de 2024–25 (6 gols)[20]